# وايت سيناك
وايت سيناك (بالإنجليزية: Wyatt Cenac)‏ مواليد 19 أبريل 1976 في نيويورك، نيويورك، الولايات المتحدة، هو ممثل ومخرج وكوميدي أمريكي بدأ مسيرته الفنية سنة 1995. هو من الفائزين بجائزة الإيمي برايم تايم.

## الأعمال

### مسلسلات
- كينغ أوف ذا هيل (2004)
- ذا ديلي شو (2008)
- فان بوي وتشام تشام (2009)
- بوجاك هورسمان (2014)
- داخل ايمي شومر (2015)
- آرشر (2017) (بدور: كليف)
- برغر بوب (2017)

## وصلات خارجية
- وايت سيناك على موقع IMDb (الإنجليزية)
- وايت سيناك على موقع ألو سيني (الفرنسية)
- وايت سيناك على موقع ميوزك برينز (الإنجليزية)
- وايت سيناك على موقع أول موفي (الإنجليزية)
- وايت سيناك على موقع إن إن دي بي (الإنجليزية)
- وايت سيناك على موقع أول ميوزيك (الإنجليزية)
- وايت سيناك على موقع ديسكوغز (الإنجليزية)
- وايت سيناك على موقع قاعدة بيانات الفيلم (الإنجليزية)
- وايت سيناك على موقع كينوبويسك (الروسية)
- الموقع الرسمي